# 临巴镇
临巴镇，是中华人民共和国四川省达州市渠县下辖的一个乡镇级行政单位。2019年12月，撤销河东乡、龙潭镇和锡溪乡，将原河东乡、原龙潭镇和原锡溪乡所属行政区域划归临巴镇管辖。

## 行政区划
临巴镇下辖以下地区：
临巴社区、石子社区、观音村、溪口村、偏岩村、福善村、后河村、寨湾村、麻园村、龙溪村、凉桥村、四面村、炭渣村、群团村和竹林村。